# Hotunje
Hotunje so naselje v Občini Šentjur.
V kraju je bil rojen geograf, kartograf in ustvarjalec atlasov Blaž Kocen.